# Luis Frómeta Compte
Luis Frómeta Compte (* 10. November 1962 in Kuba) ist ein ehemaliger deutsch-kubanischer politischer Gefangener in Kuba. Er wurde 2021 zu 15 Jahren Gefängnis verurteilt, nachdem er, zufällig zu Besuch bei seiner Familie in Havanna weilend,  die Massenproteste im Juli 2021 mit seinem Handy filmte und die Videos in den Sozialen Medien teilte.

## Leben
Luis Frómeta Compte kam 1985 als Gastarbeiter in die DDR. Dort arbeitete er als Forstfacharbeiter. Seit 1997 ist er deutscher Staatsbürger.
Frómeta Compte besuchte Mitte 2021 seine Familie in Havanna. Am 11. Juli des Jahres fanden in zahlreichen Teilen des Landes spontane Proteste statt. Zunächst starteten sie in einem Vorort Havannas, wurden jedoch schnell durch einschlägige Posts samt Videos in den sozialen Medien im gesamten Land bekannt, wo sich in vielen Orten ebenfalls Proteste bildeten. Auch Frómeta Compte war einer derjenigen, der diese Demonstrationen filmte und öffentlich teilte. Er wurde daraufhin am 17. Juli 2021 festgenommen und in einem darauf folgenden Gerichtsprozess zu 25 Jahren Haft verurteilt. In der Revision wurde die Strafe auf 15 Jahre reduziert.
Insbesondere seine Tochter Janie sorgte mit entsprechender Öffentlichkeitsarbeit dafür, dass der Fall sowohl bei den Medien als auch im deutschen Auswärtigen Amt ein Thema wurde. Dort erklärte man aber, dass man in diesem Fall wenig für den Inhaftierten tun könne, da Frómeta Compte neben der deutschen auch die kubanische Staatsbürgerschaft besitze und damit für die kubanischen Behörden als Kubaner gilt. Er sitzt im berüchtigten Gefängnis „Combinado del Este“ ein, wohl zusammen mit Schwerverbrechern. Regelmäßig wird über Misshandlungen berichtet. Der wohl bisher schwerste Übergriff hat sich am 30. November 2023 zugetragen. Frómeta Compte wurde dabei von Mithäftlingen geschlagen und schwer verletzt. Der Familie wurde während dieser Zeit Besuche verweigert. Lediglich vereinzelte Telefonate waren möglich.
Am 3. März 2025 wurde er aus dem Gefängnis entlassen.